# 恋は舞い降りた。
『恋は舞い降りた。』（こいはまいおりた。）は1997年の日本の映画。

## あらすじ
天使（玉置浩二）の人違いでゴーストにされてしまったホストの神崎啓一郎（唐沢寿明）は、人間に戻るために最初に言葉を交わした女性を幸せにしなければならないという条件を出される。成り行きから29歳のバツイチ女性幸坂マチ子（江角マキコ）がその対象になってしまうのだが、啓一郎が天使に要求した「4つの願いをかなえる力」を使って、彼女を幸せ（心から笑顔にさせる）にするためにマチ子にいい男からプロポーズさせたり、外国の宝くじが当たり大金持ちにさせたりしても、マチ子は幸せを感じてくれない（マチ子は当選金の入った通帳と印鑑を救世軍の社会鍋に寄付してしまう）。マチ子はその間もディスプレーの仕事に励み、先輩（渡辺えり子）の託児所の手伝いをして過ごすのだった。そんな中天使は啓一郎に、「クリスマスイヴの真夜中までにマチ子を幸せにしないと人間に戻る機会は失われてしまう」と、タイムリミットを告げる。価値観の全く違う男と女がぶつかり合いながらも次第に本音で語り合いはじめ、初めは人間に戻ることしか頭になかった啓一郎が、次第にマチ子の人間性を受け入れるようになり、マチ子も閉ざしていた心の内面をやがて啓一郎に打ち明けるようになる。そしてイヴの夜、タイムリミットまで一時間のところで（この時すでに四つ目の願いまでを聞いていて、その三つ目までかなえていた）、啓一郎の「お前これ（別れた旦那との思い出が入ったポケベル）捨てたらきっといい女になるよ」の一言でマチ子が笑顔を見せたことにより、啓一郎は天使からの条件をクリアする。しかしギリギリのところで入院している自分の体まで間に合わなかった。そしてそれから一年後のクリスマスイブの夜、マチ子の四つ目の願いであった「来年のイブに一緒にいてくれる男性がほしい」という願いのおかげで二人は再会できた。啓一郎は彼にとっても母との思い出の象徴である四葉のクローバーをマチ子に渡す。マチ子は以前、啓一郎に「幸せを呼ぶ四葉のクローバー」の話をしていた。マチ子が望んでいたこのプレゼントで、二人の心は一つに繋がり合いハッピーエンドとなる。

## 登場人物
- 神崎啓一郎（唐沢寿明）
- 幸坂マチ子（江角マキコ）
- 天使（玉置浩二）
- 美栄子（渡辺えり子）
- 由美（今村恵子）
- 武志（沢村一樹）
- 和代（星野有香）
- ゆかり（幸亜矢子）
- ゆうえんち係員（風間杜夫）
- 東スポ親父（平田満）
- トンネル作業員（石丸謙二郎）
- ゆうえんちティーテラスのウェイトレス（根岸季衣）
- 定食屋のおばさん（石井トミコ）
- 山本志津子（高田敏江）
- レジの女の子（渋谷琴乃）
- 亀山老人（逗子とんぼ）
- マコト（末吉宏司）

## スタッフ
- 監督：長谷川康夫
- プロデューサー：多木良國　前島良行
- 脚本：飯田健三郎　喜多川康彦
- 原案：遊川和彦
- 音楽：高橋研、佐藤史朗
- 製作：東宝、博報堂、ワニブックス、IMAGICA、デスティニー
- 配給：東宝

## 音楽
- 主題歌　七緒香「恋は舞い降りた」
- 挿入歌　B'z「いつかのメリークリスマス」